# Долобецький острів
Долобе́цький о́стрів — острів у заплаві Дніпра, розташований навпроти центральної частини Києва, омивається водами Чортория з заходу, Русанівської протоки зі сходу та Венеційської протоки з півдня. Разом із Венеційським островом входить до складу парку «Гідропарк». У Дніпровському районі Києва.

## Опис

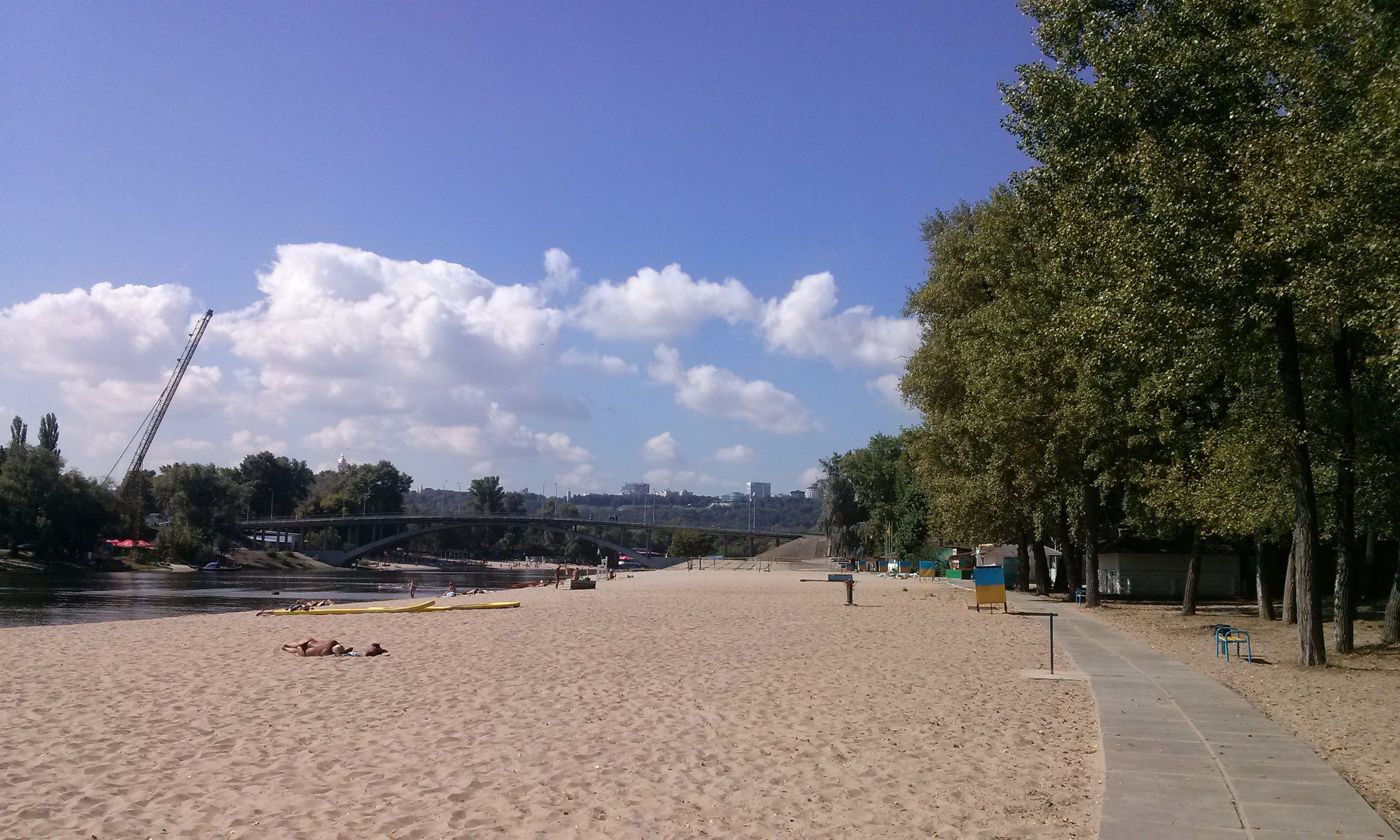
Долобецький острів

Острів має майже прямокутну форму, витягнуту з півночі на південь. Рогоподібною затокою та невеликим Центральним озером (реліктами колишньої протоки) острів розділений на дві частини. Південна частина низинна, з південного заходу в неї вдається невелика затока. 
Північна частина вища, західний та північний береги острова мають характер невисоких прибережних урвищ, при основі яких знаходяться вузькі піщані пляжі. Уздовж західного узбережжя острова та по його центру тягнуться піщані гряди. Східне узбережжя північної частини низинне, розсічене пересохлими реліктовими руслами колишніх дніпрових водотоків.
Південно-західна частина острова зазнала більшого впливу цивілізації ніж інші, саме тут розташовано три пляжі, два клуби, кілька кафе, спортмайданчики тощо. Далі на північ прикмети цивілізації помітні лише в смітті, що залишають по собі відпочивальники.
1966 року через Венеційську протоку перекинули залізобетонний Венеційський міст, що з'єднав Венеційський та Долобецький острови та спрямував потік відпочивальників у південну частину острова Долобецький.

## Види, що підлягають захисту
Підлягають захисту:
- Гронянка багатороздільна — Botrychium multifidum (Види Бернської ковенції)